# Palác Topkapi
Palác Topkapi (turecky Topkapı Sarayı) je palác v Istanbulu v Turecku, který byl oficiální rezidencí osmanských sultánů a zároveň centrem vlády nad celou říší v letech 1465 až 1853. Jedná se o komplex složený ze čtyř hlavních dvorů a velkého počtu menších budov. V současné době je palác jednou z hlavních turistických atrakcí Istanbulu.
Palác Topkapi disponoval největším harémem na světě, Osmanský císařský harém tvořily uzavřené prostory vyhrazené ženám v polygamní domácnosti se 400 pokoji rozmístěnými v několika budovách, ty byly často nazývané „zlatá klec“. Byly zde ubytované sultánovy manželky, konkubíny, děti a jejich ženské příbuzné, prostory hlídali eunuchové. Tento harém fungoval v letech 1299–1922, současná podoba byla stavěna od roku 1459. V roce 1853 byl harém přestěhován do menších prostorů v Paláci Dolmabahçe.

## Historie
Palác byl postaven pro státní příležitosti a pro zábavu panstva; od ostatních částí města byl oddělen vysokou zdí. Počáteční výstavba začala roku 1459 nařízením sultána Mehmeda II., dobyvatele byzantské Konstantinopole. Na vrcholu jeho existence jako panského sídla zde žilo na 4000 osob. Komplex byl v průběhu staletí rozšiřován a dočkal se mnoha úprav, například po zemětřesení v roce 1509 nebo požáru v roce 1665.
Palác Topkapi postupně ztrácel svůj význam na konci 17. století, kdy sultánové začali raději trávit více času ve svých nových palácích na břehu Bosporu. Roku 1853 se sultán Abdülmecid I. rozhodl přesunout dvůr do nově postaveného paláce Dolmabahçe, který byl prvním palácem v Istanbulu postaveným v evropském stylu. Některé budovy jako místní dvoupodlažná klenotnice, knihovna, mešita a mincovna zde přesto zůstaly.